# Smithfield (Dél-afrikai Köztársaság)
Smithfield egy régen alapított kisváros a Dél-afrikai Köztársaságban.  Ma ez a harmadik legöregebb település Free State tartományban.

## Története
A települést eredetileg egy holland református egyházi központnak tervezték még 1848-ban. A települést Sir Harry Smith, Cape kolónia kormányzója alapította. Csak úgy mint más városokét, ennek a helyét sem volt könnyű eldönteni. Nagyon kevés olyan hely volt Dél-Afrikában ami alkalmas arra, hogy ott várost építsenek. Az alapvető követelmény az volt, hogy legyen elegendő víz. A város legelső helyén ez nem volt megfelelő, és egy új helyet kerestek, amit később New Smithfieldnek neveztek el. A New szó azonban hamar kiesett és a település Smithfield néven vált ismertté.
A városban élénk a hagyományőrzés.

## Híres emberek
- 1854-ben itt született a híres búr tábornok, Christiaan de Wet.

## Lásd még
- Búrok